# Ley de Ordenación del Territorio de la Comunidad de Castilla y León
La Ley de Ordenación del Territorio de Castilla y León (Ley 10/1998, de 5 de diciembre; modificada por la Ley 3/2010, de 26 de marzo; y por la Ley 1/2013, de 28 de febrero) es el marco legal en el que se desarrolla el ordenamiento territorial en el ámbito de la comunidad de Castilla y León (España). El objeto de la ley es establecer los principios y objetivos de la ordenación del territorio en la comunidad, así como de regular los instrumentos necesarios para el ejercicio de su competencia en la materia, una triple finalidad:
1. La definición de un modelo territorial capaz de favorecer el desarrollo equilibrado y sostenible de la comunidad, así como la articulación e integración de su territorio y su conexión con el exterior.
2. La compatibilización entre los procesos de desarrollo del sistema productivo y de la urbanización con la protección del medio ambiente y del patrimonio cultural de la comunidad.
3. El establecimiento de los criterios  y procedimientos necesarios para asegurar la coordinación de las actuaciones con incidencia sobre el territorio.

La Constitución Española  permite a las comunidades autónomas asumir competencias en materia de ordenación del territorio. El Estatuto de Autonomía de Castilla y León desarrolla esta previsión al afirmar la exclusiva competencia de la Comunidad en la materia, sin perjuicio de lo establecido en el artículo 149 de la Constitución.

## Contenido fundamental de la Ley
La definición de un sistema de instrumentos de planeamiento territorial que solucione las insuficiencias de los planes de ordenación urbanística y de la planificación sectorial, en especial en cuanto al tratamiento de los problemas de ámbito supramunicipal y a las dificultades para coordinar adecuadamente las actuaciones con incidencia territorial.
la Ley se concibe desde una perspectiva territorial, teniendo presente, pero no interfiriendo, las políticas económica (sin prejuzgar una vinculación presupuestaria), administrativa (sin condicionar la formalización de comarcas u otros entes supramunicipales), y ambiental (reconociendo la sustantividad de dicho ámbito).

## Coordinación con el planeamiento urbanístico
Una característica imprescindible para el funcionamiento del sistema es la vinculación que los instrumentos de ordenación del territorio establecerán sobre los planes y programas con incidencia territorial, y en especial sobre los urbanísticos. No obstante, esta vinculación presenta dos cautelas:
1. Los instrumentos territoriales deberán precisar en cada caso qué aspectos de los planes o programas vigentes han de modificarse.
2. Sus propias determinaciones deberán calificarse en función de su alcance, como de aplicación plena (determinaciones vinculantes, que modifican directamente los planes y programas vigentes a los que resulten contrarias), de aplicación básica (también vinculantes, pero solo en cuanto a sus fines) o bien de aplicación orientativa (con carácter de recomendaciones).

## Figuras del sistema
- Directrices regionales,[5] se conciben como el instrumento para sintetizar y orientar la política territorial de la comunidad, de acuerdo con las políticas sociales, económicas y culturales vigentes, con definición de los objetivos y estrategias e indicación de los criterios para la implantación de usos y actividades en el territorio y de las orientaciones para los planes y programas con incidencia territorial.

- Directrices de ordenación de ámbito subregional, cuando el objeto es la planificación de aquellas áreas que precisen una consideración conjunta y coordinada de sus problemas territoriales, en especial en lo relativo a sus recursos, infraestructuras y equipamientos.